# Luzy
Luzy ist eine französische Gemeinde mit 1983 Einwohnern (Stand 1. Januar 2022) im  Département Nièvre in der Region Bourgogne-Franche-Comté. Sie gehört zum Arrondissement Château-Chinon (Ville) und zum Kanton Luzy.

## Geografie
Die Gemeinde Luzy liegt an der Alène im Süden des Regionalen Naturparks Morvan, 50 Kilometer südwestlich von Autun. Luzy liegt an der Bahnstrecke Nevers–Chagny und wird im Regionalverkehr durch TER-Züge zwischen Dijon und Nevers bedient.

## Bevölkerungsentwicklung
| Jahr                       | 1962 | 1968 | 1975 | 1982 | 1990 | 1999 | 2010 | 2019 |
| Einwohner                  | 2475 | 2598 | 2639 | 2746 | 2422 | 2234 | 2006 | 1994 |
| Quellen: Cassini und INSEE |      |      |      |      |      |      |      |      |

## Sehenswürdigkeiten

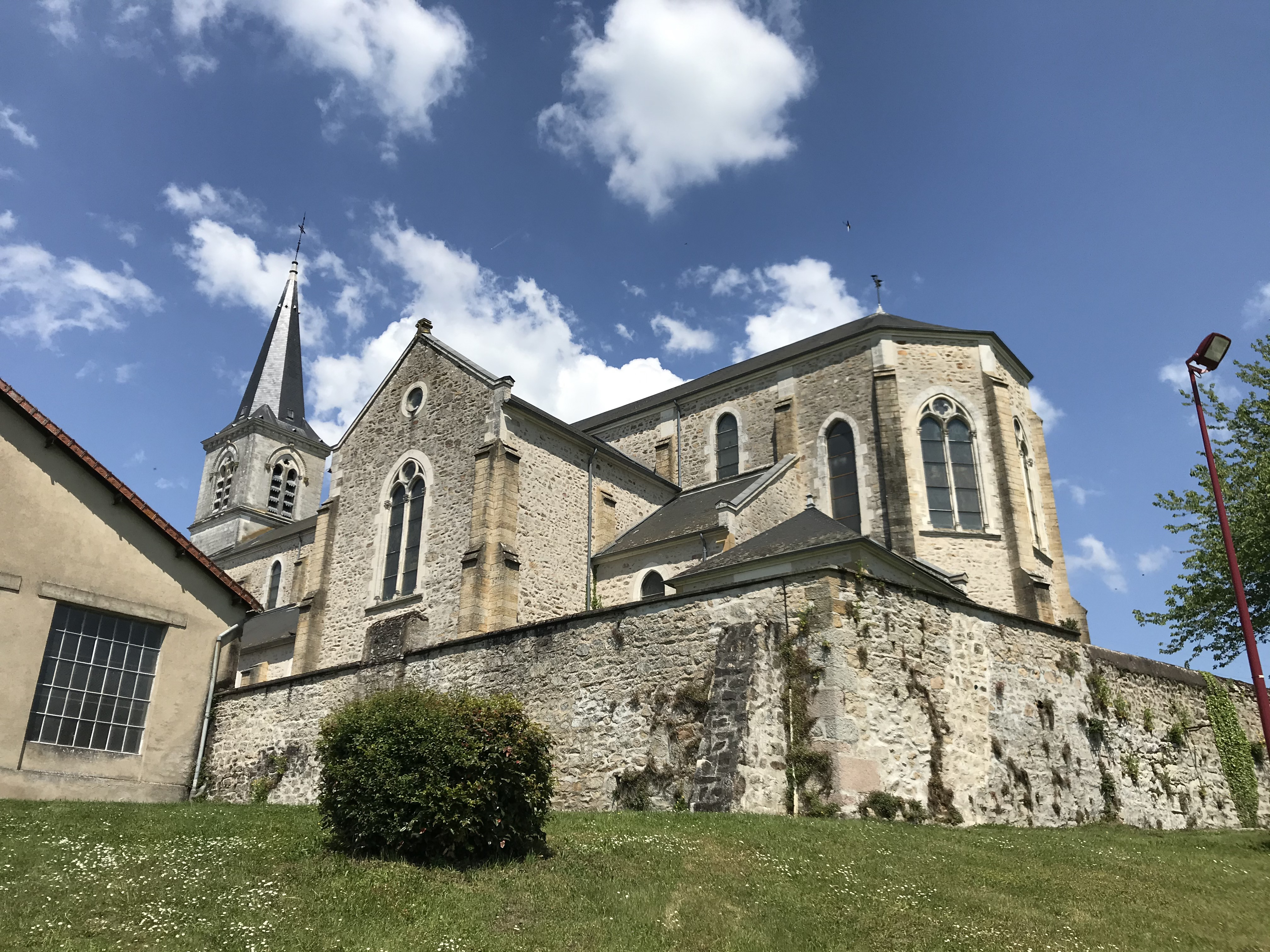
Kirche Saint-Pierre
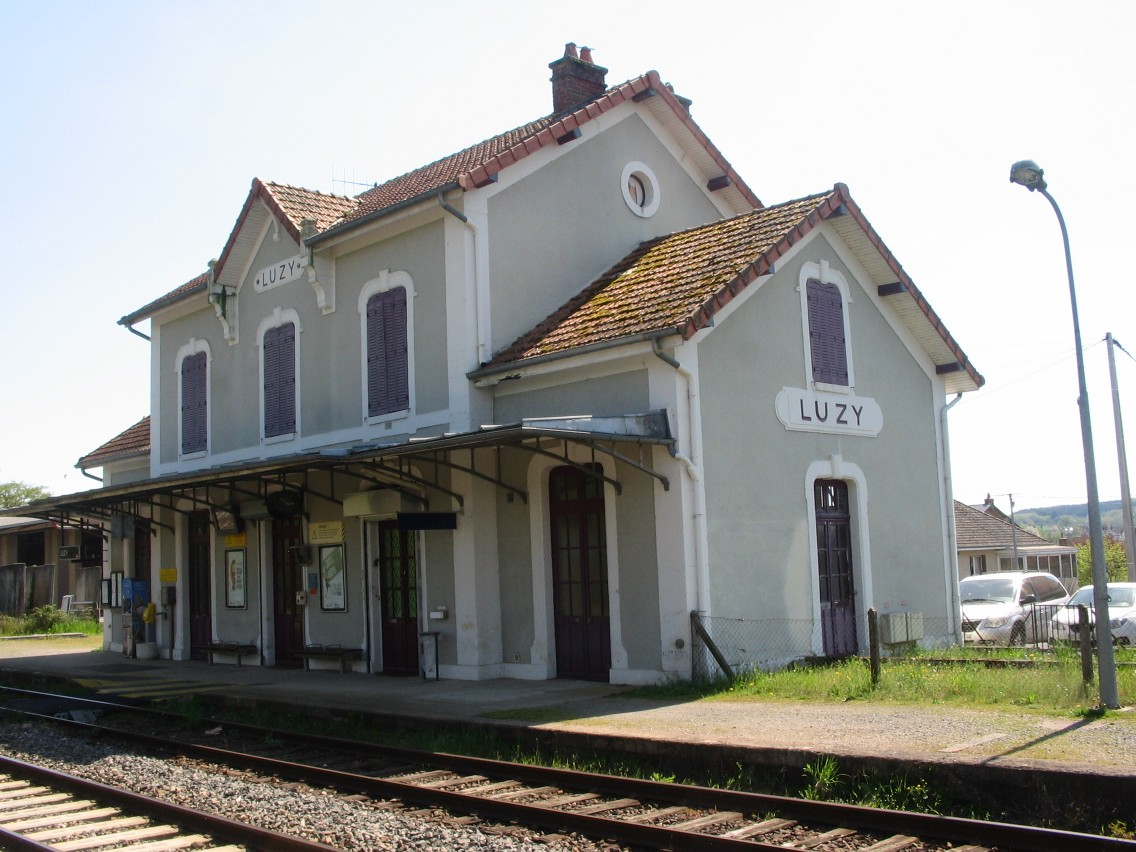
Bahnhof Luzy

- Kirche Saint-Pierre
- Bahnhof Luzy

## Städtepartnerschaft
Zwischen Luzy und Emmelshausen (Hunsrück) besteht seit 1985 eine Städtepartnerschaft.
Im Jahr 2015 fanden hierzu verschiedene gemeinschaftliche Veranstaltungen und Feierlichkeiten auf beiden Seiten aus Anlass des 30-jährigen Bestehens statt, so unter anderem ein Malwettbewerb, bei dem Kindergärten und Schulen beider Gemeinden Bilder einsandten, die die deutsch-französische Freundschaft symbolisieren.

## Persönlichkeiten
- Jean-François Bernard (* 1962), Radrennfahrer
- Amaury Delerue (* 1977), Fußballschiedsrichter